# Nicolas Aithadi
Nicolas Aithadi é um especialistas em efeitos especiais francês. Foi indicado ao Oscar de melhores efeitos visuais em duas ocasiões: pelo trabalho em Harry Potter and the Deathly Hallows – Part 1 (2010) e Guardians of the Galaxy (2014).

## Prêmios e indicações
- Indicado: Oscar de melhores efeitos visuais - Guardians of the Galaxy (2014)
- Indicado: Oscar de melhores efeitos visuais - Harry Potter and the Deathly Hallows – Part 1 (2010)